# Mitthyridium adpressum
Mitthyridium adpressum är en bladmossart som beskrevs av H. Robinson 1975. Mitthyridium adpressum ingår i släktet Mitthyridium och familjen Calymperaceae. Inga underarter finns listade i Catalogue of Life.